# Plexus deferentialis
Der Plexus deferentialis bzw. Plexus ductus deferentis (von lat. Plexus „Geflecht“ und Ductus deferens der Samenleiter) ist ein Nervengeflecht, das den Samenleiter umgibt. Der Plexus deferentialis erhält seine Fasern aus dem Plexus hypogastricus inferior und dient der hauptsächlichen Innervation des Samenleiters (zu geringem Maße ist daran auch der Plexus testicularis beteiligt) und der Innervation der Nebenhoden.